# See (Happurg)

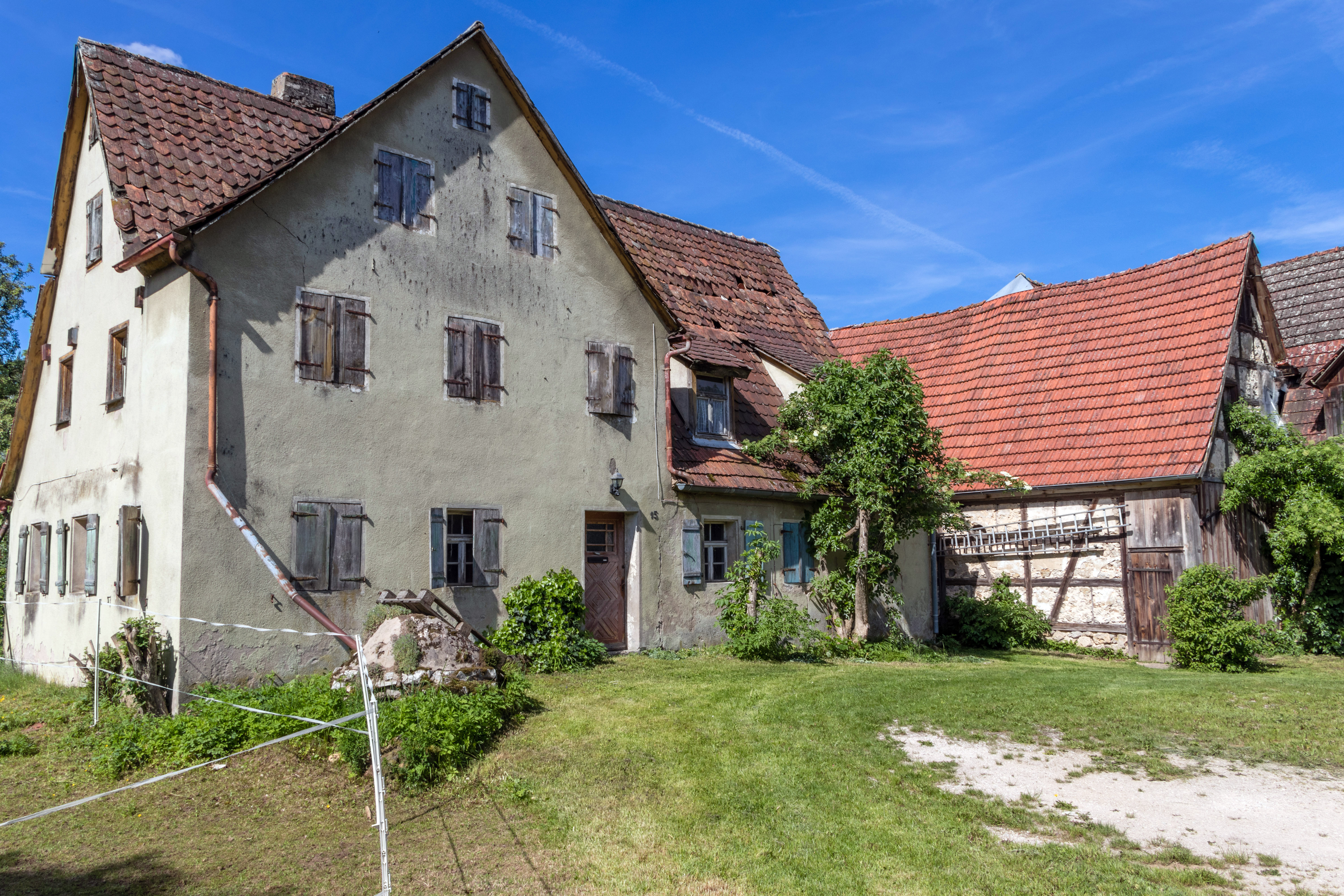
Altes Anwesen, mittlerweile abgerissen

See ([zeː] ) ist ein Gemeindeteil der Gemeinde Happurg im Landkreis Nürnberger Land (Mittelfranken, Bayern). See liegt in der Gemarkung Förrenbach.
Im Ort hat sich eine Glaubensgemeinschaft angesiedelt, die einen Kindergarten und ein Altenheim  unterhält. Außerdem gibt es in der Dorfmitte ein Wirtshaus. 
Der Weiher in der Mitte des Dorfes ist ein Löschweiher, der nur durch Regenwasser befüllt wird. Das Dorf hat außerdem noch eine Wetterstation, die vom Deutschen Wetterdienst installiert wurde.

## Lage
Das Dorf liegt auf der Jurahochfläche am Fuß des Dürrbergs (586 m ü. NHN). Eine Gemeindeverbindungsstraße führt nach Förrenbach zur Staatsstraße 2236 (2,5 km nordwestlich) bzw. nach Gotzenberg (1,2 km südöstlich).

## Geschichte
Mit dem Gemeindeedikt (frühes 19. Jahrhundert) wurde See dem Steuerdistrikt Pollanden und der Ruralgemeinde Förrenbach zugewiesen. Am 1. Januar 1978 wurde See im Zuge der Gebietsreform in Bayern nach Happurg eingegliedert.